# Alejandro Molina Núñez
Alejandro Molina Núñez es un jugador mexicano de fútbol (nacido en Ensenada, Baja California el 21 de julio de 1988). Juega de defensa en el Atlético Ensenada  en la Liga Balompié Mexicano.

## Polémica
El 16 de agosto de 2015 es detenido junto al también jugador Luis Gorocito, por golpear a dos jóvenes en las afueras de un bar llamado "El Barezzito" en Aguascalientes, dejándolos gravemente lesionados, uno con fractura del arco ocular derecho y otro con fractura en la base del cráneo, poniendo en peligro su vida. La pelea se suscitó porque el jugador en cuestión le faltó el respeto a una joven mujer familiar de los agredidos, quienes la defendieron y provocaron el impulso violento del jugador y el linchamiento entre varios jugadores del equipo Necaxa contra los jóvenes. Esto sucedió la madrugada del domingo 16 de agosto de 2015, justo después de haber obtenido un triunfo de 3 a 0 sobre el Atlético San Luis.[cita requerida]
Según fuentes periodísticas Mexicanas, a las 13:45 horas del martes 3 de noviembre de 2015 falleció Luis Rodolfo Mariscal López, el joven agredido a golpes por los jugadores Luis Antonio Gorocito y Alejandro Molina Núñez, en el Hospital Miguel Hidalgo de la ciudad de Aguascalientes, por lo que ahora los deportistas podrían ser juzgados por el delito de homicidio doloso calificado y podrían hacerse acreedores de 22 años en la cárcel.

## Clubes
| Club                        | País   | Año         |
| --------------------------- | ------ | ----------- |
| Club de Fútbol Monterrey    | México | 2008 - 2009 |
| Tiburones Rojos de Veracruz | México | 2009 - 2010 |
| Club Tijuana                | México | 2010 - 2012 |
| Club de Fútbol Monterrey    | México | 2012 - 2013 |
| CF Mérida                   | México | 2013 - 2014 |
| Club Tijuana                | México | 2014 - 2015 |
| Dorados de Sinaloa          | México | 2015        |
| Club Necaxa                 | México | 2015        |
| Dorados de Sinaloa          | México | 2019        |
| Halcones de Zapopan         | México | 2020        |